# アドレナリン (SIAM SHADEの曲)
「アドレナリン」は、SIAM SHADEの15枚目のシングル。2001年9月27日にリリース。

## 解説
前作「Life」から約5ヶ月ぶりのシングル。
累計売上枚数は、約2.9万枚。

## 収録曲
全作詞・作曲・編曲：SIAM SHADE名義。
1. アドレナリン
有線チャート最高4位を記録した。
2. GET OUT
テレビ朝日系『ワールドプロレスリング』テーマソング。
全英語詞の楽曲。

## 収録アルバム
| 曲名         | アルバム                                    | 発売日         | 備考             |
| ------------ | ------------------------------------------- | -------------- | ---------------- |
| アドレナリン | 『SIAM SHADE IX A-side Collection』         | 2002年3月6日   | ベストアルバム   |
| アドレナリン | 『SIAM SHADE X 〜THE PERFECT COLLECTION〜』 | 2002年11月27日 | ボックス・セット |
| GET OUT      | 『SIAM SHADE VIII B-side Collection』       | 2002年1月30日  | ベスト・アルバム |
| GET OUT      | 『SIAM SHADE X 〜THE PERFECT COLLECTION〜』 | 2002年11月27日 | ボックス・セット |